# Tadashii Ouji no Tsukuri Kata
Tadashii Ouji no Tsukurikata (正しい王子のつくり方?) es el título de la serie drama japonesa producida por TV Tokyo.
En esta comedia de escuela, un colegio femenino empieza a ser de educación mixta, pero los muchachos que entran están muy por debajo de las expectativas de las chicas. Como resultado, algunas de ellas empiezan un proyecto de reforma para convertir a los muchachos en "príncipes".

## Actores
- Kotaro Yanagi como Shinozaki Tatsuya.
- Midori Yurie como Yuki Nami.
- Hiroki Aiba como Hata Shurinosuke.
- Yukihiro Takiguchi como Souma Fumizou.
- Kouhei Takeda como Noda Hayato.
- Renn Kiriyama como Yoshiyuki Kirin.
- Hatsune Matsushima como Shinagawa Haruka.
- Saki Kondo como Shibata Chiaki.
- Airi Toriyama como Koshino Misaki.
- Sayaka Akimoto (AKB48) como Kiryu Natsuki.
- Mayuko Arisue como Sano Fuyuko.
- Kouhei Kumai como Oshikaga Ken.
- Tomokazu Yoshida como Shibukawa Mamoru.
- Shingo Nakagawa como Hoshino Gaku.
- Yuka Rikuna como Kiriyama Touko.
- Aina Nishiaki como Andou Hitomi.
- Sae Miyazawa como Kido Koharu.
- Kaede como Suzuki Naomi.
- Erika Sakai como Nishiyama Yuu.
- Hijiri Sakurai como Koseki Shun.
- Ryunosuke Kawai como Yamasaki Keita.
- Takashi Nagayama como Nanbara Takashi.
- Ken Maeda as Senkawa Shigeo.
- Joji Kuraki como Mitani Kaname.

## Música
El tema de apertura se llama Magic y es realizado por MEG, mientras que el tema de cierre se llama Brand New Me, realizado por RAUH-WELT.